# Novi Sad 2021 – Evropska prestonica kulture
Novi Sad – Evropska prestonica kulture je titula koju nosi Grad Novi Sad kao izabrana Evropska prestonica kulture za 2021. godinu. Zbog pandemije virusa Kovid-19, Novi Sad će, na osnovu odluke Evropske komisije, titulu poneti 2022. godine. Titulu je dodelila Evropska komisija u Briselu 2016, a Vlada Republike Srbije proglasila je iste godine ovaj projekat kulturnim projektom od nacionalnog značaja.
Projekat „Novi Sad – Evropska prestonica kulture” osmišljen je kao platforma za razvoj kulturnih i kreativnih potencijala Grada Novog Sada koji za cilj ima da osnaži kulturnu vitalnost grada, omogući urbanu regeneraciju, poboljša međunarodni ugled i turističku posetu. Sprovodi se pod krilaticom „Za nove mostove”, koji predstavlja ideju izgradnje novih mostova saradnje i razmene između umetnika i organizacija iz Novog Sada i Srbije sa kulturnom scenom Evrope. Tekovine ovog projekta su ljudi, procesi, prostori i programi, pod sloganom „Početak novog. Sada”.
Projekti kojima će se Grad Novi Sad predstaviti 2022. godine podeljeni su u nekoliko tematskih celina sa ciljem daljeg razvoja kulturnih programa na teritoriji Grada i razvoja kulturne politike.

## Titula

### Značenje
Evropska prestonica kulture za 2021. godinu birala se iz Rumunije i Grčke, pored kategorije zemalja koje nisu članice Evropske unije, a u kojoj se kandidovao i Novi Sad. Evropska prestonica kulture ustanovljena je kako bi se naglasilo bogatstvo i različitost evropskih kultura, ojačale kulturne veze među Evropljanima, spojili ljudi iz različitih evropskih zemalja, upoznale druge kulture, promovisalo uzajamno razumevanje i ojačao osećaj evropejstva. Najznačajniji legat projekta je stavljanje kulture u sam centar društvenog razvoja i posmatranje kulture kao ključa za privredni razvoj društva utemeljen na znanju, inovativnosti i kreativnosti.

### Odlaganje godine titule
Zbog pandemije virusa COVID-19 gradovi Temišvar i Elefsina, koji su evropske prestonice zajedno sa Novim Sadom 2021. godine, podnele su zahtev Evropskoj komisiji da se titularna godina pomeri na 2022. godinu. Sa ovim zahtevom se Grad Novi Sad solidarisao, iako je izneto da je Projekat spreman i za realizaciju prema prvobitnom planu. Evropska komisija je u avgustu 2020. predložila pomeranje preuzimanja titule Evropske prestonice kulture za Novi Sad sa 2021. na 2022. godinu. Dana 23. decembra 2020, i formalno je donesena odluka Evropskog parlamenta i Evropskog saveta o odlaganju godine titule Evropske prestonice kulture za Novi Sad sa 2021. na 2022. godinu, zbog pandemije koronavirusa. Ova odluka stupila je na snagu objavljivanjem u Službenom listu EU i počela sa primenom od 1. januara, tako da će Novi Sad i zvanično titulu kulturne prestonice poneti 2022. godine, zajedno sa Ešom (Luksemburg) i Kaunasom (Litvanija).

## Istorija i organizacija

### Istorija
Gradonačelnik Novog Sada Igor Pavličić najavio je u februaru 2012. da će se glavni grad Vojvodine kandidovati za Evropsku prestonicu kulture 2020. godine. Formiran je Organizacioni odbor ove inicijative, a za članove su izabrani dr Jasna Jovanov, Zoran Vučević, dr Nađa Kurtović Folić, dr Agneš Ozer, Ljiljana Čakmak, Milica Paskulov, dr Vladimir Gvozden, dr Zoran Đerić, Radovan Jokić, Milan Vukašinović, prof. dr Momčilo Bajac, Tatjana Kalezić, Muhamed Zilkić i Radivoje Stojković. Za predsednika Saveta je jednoglasno izabran Momčilo Bajac, a za zamenicu predsednika izabrana je Tatjana Kalezić. Organizacioni odbor je izdejstvovao podršku partnerskih gradova Zrenjanina i Sremskih Karlovaca, kao i Matice srpske i Univerziteta u Novom Sadu. Gradsko veće je usvojilo principe Agende 21 za kulturu, a gradska Skupština je usvojila Strategiju kulturnog razvoja do 2020. godine.
Odbor je u decembru 2013. saopštio da bi Novi Sad trebalo da u septembru podnese kandidaturu za evropsku prestonicu kulture 2020. godine.
Krajem 2014. pri Organizacionom odboru je formiran Programski savet za Evropsku prestonicu kulture sa osnovnim ciljem da pruži stručnu, savetodavnu i logističku pomoć članovima Organizacionog odbora u oblasti programskih, projektnih aktivnosti i u oblasti pisanja aplikacije.
Evropski parlament i Savet Evropske unije je 2014. doneo odluku po kojoj prva godina u kojoj gradovi van EU mogu da konkurišu može da bude 2021, a ne 2020, kako je ranije planirano.
U oktobru 2015. najavljeno je da će na Dan oslobođenja Novog Sada biti zvanično predata prijava za titulu evropske prestonice kulture. Stručni tim za izradu aplikacije viziju grada je predstavio u četiri kulturne ture kroz Novi Sad – Bastion kreativnosti, Youth Kreativpolis, Dunavski bluz i Vojvodina na dlanu.
Nakon što je proces kandidature gotovo zaustavljen, kandidatura Novog Sada poverena je EXIT fondaciji, odnosno Nemanji Milenkoviću, predsedniku njenog Upravnog odbora. Na čelo tima zaduženog za aplikaciju postavljen je Momčilo Bajac, koji je obavljao i funkciju programskog direktora. 
U septembru 2016. predsednik Organizacionog odbora kandidature Novog Sada za Evropsku prestonicu kulture Nemanja Milenković potvrdio je da je zvanično predata aplikacija za kandidaturu Novog Sada za Evropsku prestonicu kulture. Delegacija koja je predstavila kandidaturu bila je sastavljena je od novosadskih umetnika, profesora, urbanista i kustosa, koju su predvodili Gradonačelnik Novog Sada, Miloš Vučević i predsednik Organizacionog odbora za kandidaturu Novog Sada za EPK 2021, Nemanja Milenković. Pored njih delegaciju su činili i Darko Polić, doktor nauka arhitekture; Vesna Latinović, profesorka engleskog jezika; Milica Rašković, diplomirana pedagoškinja i master Rodnih studija sa specijalizacijom u omladinskom radu; Lazar Jovanov, doktor nauka u menadžmentu, umetnosti i medijima; Vuk Radulović, master prava; Momčilo Bajac, doktor filozofije i sociologije i Tijana Palkovljević Bugarski, doktorka istorije umetnosti.
Nakon finalne prezentacije projekta „Novi Sad 2021 – Evropska prestonica kulture”, koju je 13. oktobra 2016. u Briselu održala novosadska delegacija, i detaljne analize prijave na 112 stranica, Panel nezavisnih eksperata Evropske komisije doneo je odluku da Novi Sad ponese ovu titulu u prvoj godini u kojoj gradovi van Evropske unije mogu da budu prestonice kulture.

### Fondacija „Novi Sad 2021 – Evropska prestonica kulture”
Skupština Grada Novog Sada je 14. decembra 2016. usvojila odluku da će Kulturni centar Novog Sada formirati posebnu fondaciju koja će upravljati projektom „Novi Sad 2021 – Evropska prestonica kulture”. Upravni odbor Kulturnog centra Novog Sada, na svojoj V sednici održanoj 21. decembra 2016. godine, doneo je Odluku o osnivanju Fondacije „Novi Sad 2021 – Evropska prestonica kulture”, a Gradsko veće Grada Novog Sada, Rešenjem od 23. decembra 2016. godine, dalo je saglasnost na ovu Odluku.
Odbornici novosadske gradske skupštine imenovali su 28. decembra 2016. za direktora Fondacije „Novi Sad 2021 – Evropska prestonica kulture” Nemanju Milenkovića, koji je u prethodnom periodu upravljao ovim projektom, kao i članove Upravnog odbora Fondacije. U zgradi Galerije Matice srpske 29. decembra 2016. održana je konstitutivna sednica Upravnog odbora Fondacije „Novi Sad 2021 – Evropska prestonica kulture” na kojoj je za predsednicu izabrana upravnica Galerije Matice srpske Tijana Palkovljević Bugarski. Na prvoj sednici Upravnog odbora usvojen je i Statut Fondacije. 
Na predlog Umetničkog direktora Fondacije a uz saglasnost direktora Fondacije, u septembru 2017. izabran je Programski direktor Dušan Kaličanin, ličnost kulturne i medijske scene, aktivista zajednice kreativnih industrija i preduzetnik.
U aprilu 2019. formiran je i Počasni odbor na čelu sa predsednicom Vlade Srbije Anom Brnabić. Za članove odbora imenovani su predsednik Republike Srbije Aleksandar Vučić, predsednik Vlade Autonomne Pokrajine Vojvodine Igor Mirović i gradonačelnik Novog Sada Miloš Vučević.

### Budžet i finansiranje
Skupština Grada Novog Sada je 14. decembra 2016. usvojila je  Odluku o finansiranju projekta „Novi Sad 2021 – Evropska prestonica kulture”, koji sadrži osnovne smernice finansiranja projekta do 2021. godine kada će Novi Sad biti Evropska prestonica kulture. Istovremeno je usvojena i Odluka o finansiranju koja sadrži plan ulaganja Grada za operativne i infrastrukturne projekte do 2021. godine, ali i projektovana finansijska ulaganja sa preostalih nivoa vlasti – pokrajinskog i nacionalnog, odnosno Pokrajinskog sekretarijata za kulturu Autonomne pokrajine Vojvodine i Ministarstva za kulturu Vlade Republike Srbije. Osim sredstava za finansiranje iz javnog sektora, planirano je podsticanje ulaganja iz privatnog sektora i javno–privatna partnerstva, ali i formiranje timova za prijavljivanje projekata za sredstva iz fondova Evropske unije. Kako je planirano, novac je namenjen rekonstrukciji Kineske četvrti, uređenju Kulturnog centra na Novom naselju, Klisi, u Sremskoj Kamenici, za izgradnju „Novosadskog umetničkog centra” koji treba da se sastoji iz Muzičke škole, Baletske škole i Gradske koncertne dvorane, kao i za uređenje brojnih drugih kulturnih i urbanih punktova u mesnim zajednicama. Predviđena sredstva za finansiranje projekta su usvojena u istim iznosima koji su navedeni u Aplikacionoj knjizi, kojom je grad konkurisao za dobijanje titule Evropske prestonice kulture.
Vlada Republike Srbije je 4. maja 2017. donela Zaključak (broj 401-3911/2017) kojim je definisano da se sredstva za realizaciju Projekta „Novi Sad 2021 – Evropska prestonica kulture” obezbeđuju u budžetu Republike Srbije, budžetu Autonomne pokrajine Vojvodine i budžetu Grada Novog Sada.

### Proces monitoringa
Evropska komisija delegirala je proces evaluacije, odabira i monitoringa Panelu nezavisnih eksperata sastavljenih od 10 stručnjaka iz različitih oblasti kulture i umetnosti. Proces monitoringa započet je odmah nakon dobijanja titule Evropske prestonice kulture i sprovodi se posredstvom tri formalna panela – 2017, 2019 i 2021. godine i podnošenja izveštaja Fondacije „Novi Sad 2021 – Evropska prestonica kulture” o napretku projekta. Predstavnici Panela nezavisnih stručnjaka prate razvoj projekta kroz izveštaje o napretku, posete na terenu i na monitoring panelima.
U septembru 2017. godine, Fondacija „Novi Sad 2021 – Evropska prestonica kulture” podnela je prvi izveštaj o napretku projekta. U oktobru iste godine, održan je prvi monitoring panel na kome su predstavnici Fondacije u Briselu predstavili sve aktivnosti usmerene ka razvoju ovog projekta. Novembra 2017. godine je objavljen prvi izveštaj Panela nezavisnih stručnjaka o napretku projekta „Novi Sad 2021 – Evropska prestonica kulture” sa preporukama za dalje unapređenje. Dok je u prethodnom izveštaju bilo oko 60 preporuka panelista nezavisnih eksperata Evropske komisije, u ovom su smanjene na 12.
Predstavnici sva tri projekta Evropske prestonice kulture za 2021. godinu su pozvani da podnesu anekse izveštaja do marta 2018. godine, što je Fondacija i učinila na bazi preporuka. U junu 2018. godine je organizovana poseta izvestilaca Panela Suzane Žilič Fišer i Silvije Aman Novom Sadu. Na bazi izveštaja iz marta meseca i rezultata posete u junu, član i izvestilac Panela, Silvija Aman uputila je pismo o implementaciji preporuka Panela.
Fondacija „Novi Sad 2021 – Evropska prestonica kulture” naredni izveštaj o napretku podnela je u maju 2019. godine, a drugi monitoring panel realizovan je 4. juna u Temišvaru nakon čega je Novi Sad dobio pozitivne komentare za implementaciju projekta Evropske prestonice kulture u izveštaju nezavisnih stručnjaka Panela Evropske komisije.

### Podrška drugih gradova
Gradonačelnik Pečuja Žolt Pava uputio je jula 2015. poruku podrške Novom Sadu da postane Evropska prestonica kulture 2021. godine i ponudio pomoć ljudi iz svog tima, koji su radili na kandidaturi Pečuja i koji dobro poznaju istitucije u Dunavskom regionu. Iste godine je i Peter Lange, generalni koordinator Saveta dunavskih gradova i regija iz Ulma potvrdio podršku ovog grada i ovog Saveta kandidaturi Novog Sada. Marta 2015. započeti su i razgovori o bratimljenju Novog Sada i bugarskog Plovdiva, kao budućih Evropskih prestonica kulture. 

## Programski koncept
Programski narativ projekta „Novi Sad 2021 – Evropska prestonica kulture” proizilazi iz slogana „Za nove mostove”, koji simbolizuje ideju izgradnje novih mostova saradnje i razmene između umetnika i organizacija iz Novog Sada i Srbije sa kulturnom scenom Evrope. Definisana su četiri programska mosta, a neki od njih su simbolički nazvali po postojećim novosadskim mostovima, odnosno prema vrednostima koje grad želi da razvije u kontekstu evrointegracija. To su mostovi: Sloboda, Duga, Nada i Ljubav. Umetnički koncept projekta „Novi Sad 2021 – Evropska prestonica kulture” baziran je takođe na osnovnim vrednostima Evropske unije, kao što su ljudska prava, multikuturalnost, interkulturalni dijalog, ekološka svest, mirovne politike.
| ZA NOVE MOSTOVE Početak novog. Sada. | ZA NOVE MOSTOVE Početak novog. Sada. | ZA NOVE MOSTOVE Početak novog. Sada. | ZA NOVE MOSTOVE Početak novog. Sada. | ZA NOVE MOSTOVE Početak novog. Sada. |
| ------------------------------------ | ------------------------------------ | ------------------------------------ | ------------------------------------ | ------------------------------------ |
| Most                                 | LJUBAV                               | DUGA                                 | SLOBODA                              | NADA                                 |
| Krilatica                            | Otkrijmo naše blago                  | Različitost je naša snaga            | Budućnost je sada                    | Kultura je način života              |
| Programski lukovi                    | Doček Druga Evropa                   | Seobe Tvrđava mira                   | Budućnost Evrope Heroine             | Dunavsko more Kaleidoskop kulture    |

### Programi

#### Doček
Program se realizuje od polovine decembra do polovine januara, sa misijom slavljenja multikulturalnosti Novog Sada, obeležavanjem i upoznavanjem praznika različitih religija i kultura. Dočekuju se dve Nove godine, po julijanskom i gregorijanskom kalendaru, 31. decembra i 13. januara. Osnova drugog dočeka je zapravo obeležavanje ranije (u aprilu) dočekane godine prema kalendaru Milutina Milankovića, ali se u ovom konceptu proslavlja u noći između 13. i 14. januara. Ideja je da se obeleže dve Nove godine, dva pisma i dva kalendara u dva različita koncepta. 
Doček 31. decembra se organizuje na otvorenom prostoru, na ulicama Novog Sada uz različite manifestacije, umetničke, audio i vizuelne događaje, a glavni program tokom noći čine muzički nastupi na Trgu slobode. Doček 13. januara je u zatvorenom prostoru, na više desetina lokacija gde se održavaju muzički nastupi raznih umetnika, sa ciljem promovisanja novih prostora za kulturu.
Program Dočeka 2019. godine (31. decembra 2018) na Trgu Slobode obeležili su nastupi Magnifika, Neleta Karajlića sa kamernim orkestrom Kamerata Akademika, kao i prvakinje Opere Srpskog narodnog pozorišta Jelene Končar i hora Akademskog kulturno-umetničkog društva „Sonja Marinković”, ali i nastupi DJ dvojca Filatov i Karas, benda IrieFM, kao i poljskog džez muzičara Pjotra Damasieviča. Predstavili su se pobednici TAKT festivala – akustičnog kompozitorskog takmičenja, a program za decu je obeležen mjuziklom. Za scenu na Trgu slobode pobrinuli su se predstavnici Fakulteta tehničkih nauka, Akademije umetnosti i OPENS-a. 
Za Doček 13. januara 2019. (u konceptu EPK obeležava se 7527. godina) nastupili su: Sanja Ilić i Balkanika, Robi Lakatoš, Roman Simović, Lena Kovačević, Partibrejkersi, Ritam nereda, Atomsko sklonište, Garavi sokak, Vroom, Zemlja gruva, Sajsi MC, Đorđe Miljenović, Sana Garić, Bitipatibi, Del Arno Band, bendovi Josip A Lisac, Čičini čvorci, Prti Bee Gee, kao i DJ Smuk, ali i vokalno-instrumentalni solista Loran Prokopić uz pratnju pijaniste i kompozitora Davida Klema.
U Muzeju Vojvodine izveden je koncert duhovne horske muzike „Iznad Istoka i Zapada” uz Hor Novosadskog univerziteta i Hor Saborne crkve „Sveti Georgije”, dok je u Galeriji Matice srpske izveden mjuzikl „Ko se boji Isadore Dankan”, u režiji Gee Gojak. Renzo Spiteri, muzičar, perkusionista, kompozitor i producent sa Malte predstavio je projekat „Quintessence” na kamernoj sceni Srpskog narodnog pozorišta. 
Za Doček 2020. na Trgu Slobode nastupili su Bajaga i instruktori sa kvartetom i horom, Artan Lili i turski DJ i producent Mahmut Orhan. 
Doček 13. januara (u konceptu EPK obeležava se 7528. godina) na više lokacija u gradu obeležili su grupa Let 3, Irkutska filharmonija sa solistima, Ana Stanić i Simfonijski orkestar Grad, Božo Vrećo sa kamernim orkestrom Kamerata Akademika, Bebi Dol sa Gradskim horom Beograd, Slobodan Trkulja, TAPAN, Lollobrigida, Elemental, Kralj Čačka, Dado Topić i njegov bend „Time After Time”, makedonski muzičar Goran Trajkoski, Nolah  – DJ i producentkinja iz Barselone, trubač Dejan Petrović sa  svojim orkestrom, bend Svemirko, Biljana Krstić i Bistrik orkestar, Letu štuke, Alitor, Ljubičice, Duc in Altum, Osjenčanka Aklena Neon, kao i poljska basistkinja Kinga Glik.
Održane su i pozorišne predstave, a studenti scenske arhitekture, tehnike i dizajna sa Fakulteta tehničkih nauka, kao i novih likovnih medija sa Akademije umetnosti, zajedno sa vizuelnim umetnicima Rodrigom Guzmanom Cazaresom i TKV bili su zaduženi za vizuelni doživljaj. Program za decu činile su radionice, interaktivni performansi, dečje predstave (u organizaciji Dečijeg kulturnog centra), a za njih je Doček organizovan u Dunavskom parku, uz tradicionalnu povorku kroz Zmaj Jovinu ulicu.

#### Druga Evropa
Ovaj programski luk promoviše drugačije i alternativne umetničke izraze, prakse i kulture, i bavi se kontrakulturnom, alternativnom, skrivenom, marginalizovanom i manjinskom scenom. Platforma promoviše principe demokratije, ravnopravnosti, tolerancije i poštovanja ljudskih i manjinskih prava.
Program 2019. je činio Pozorišni festival jezičkih manjina sveta „Sinergija”, program „Supermoćni” sa više od 35 događaja (izložbe, radionice, performansi, projekcije filmova, koncerti i obuke) koji promoviše otvorenost, inkluziju (u svaki od programa Supermoćnih uključene su osobe sa invaliditetom, i deca i odrasli). Organizovana je i izložba koja otvara pitanje položaja medijske umetnosti iz ženske perspektive, kao i džez maraton, u okviru Novosadskog džez festivala, koji je predstavio po jedan mladi neafirmisani bend iz prethodnih i budućih Evropskih prestonica kulture.

#### Seobe
Programski luk se realizuje od polovine februara do kraja marta sa misijom tumačenja migracija kao mogućnosti za unapređenje kvaliteta života zajednice i promovisanje vrednosti interkulturalnog dijaloga. Sa jedne strane, posmatraju se istorijske migracije koje su uticale na današnji kulturni identitet Novog Sada i Evrope, a sa druge strane se bavi zajedničkim problemom regiona, pitanjem aktuelnih migracija i motivima, pre svega, mladih ljudi za odlazak iz zemlje. Primarne vrste izraza: Film, lepe umetnosti, savremeni ples, drama, književnost, performans, gastro kultura.

#### Tvrđava mira
Platforma se realizuje od polovine juna do polovine jula sa misijom promocije politike mira i zajedništva, kao i kritički stav prema ratu i uzrocima rata. Projekat promoviše Novi Sad kao „Tvrđavu mira” jer tematski problematizuje i građanske ratove na jugoslovenskim prostorima i posledice koje su izazvali. Podrazumeva različite programe – izložbe, postavljanje spomenika na Petrovaradinskoj tvrđavi, koncerte...

#### Budućnost Evrope
Realizuje se od počekta aprila do polovine maja sa misijom razvoja i unapređenja kvaliteta dečje i omladinske kulture i pružanje mogućnosti mladima da kreativno i kritički promišljaju budućnost Evrope. Podrazumeva edukativne i cirkuske radionice, izložbe i festivale, knjigu i strip, muziku i film, pozorište i igre i druge aktivnosti, sa ciljem da se osnovci, srednjoškolci, studenti i omladina Novog Sada uključe u kreiranje novih, drugačijih kulturnih sadržaja, da uče o evropskim vrednostima i pokažu na koji način mogu da doprinesu kulturnoj slici grada. 

#### Heroine
Program ima misiju podsticanja i promovisanja ženske kulture, umetnosti, stvaralaštva, istorije i nasleđa radi kreiranja pravednijeg društva i ravnopravnijeg položaja žena. Realizuje se od polovine maja do polovine juna. U fokusu Novosadskih muzičkih svečanosti u 2020. bile su umetnice, kao deo programa Heroine.

#### Dunavsko more
Platforma se realizuje od polovine jula do polovine avgusta sa misijom razvoja međunarodne kulturne saradnje u Dunavskom regionu i unapređenja svesti o zaštiti i očuvanju prirode. Jedan od fokusa ovog programskog luka je na međunarodnoj razmeni programa i umetnika iz Dunavskog regiona i kreiranju zajedničkih aktivnosti.  

#### Kaleidoskop kulture
Programski luk ima za cilj razvoj „grada–scene” kroz kreiranje nove publike i decentralizaciju kulturnih sadržaja. Sprovodi se krajem avgusta i tokom septembra, organizacijom mnogobrojnih događaja koji spajaju različite vrste umetnosti. Ideja je u povezivanju prostora i programa, kao i samih aktera: od ustanova kulture, vaninstitucionalne scene, umetnike ali i samih građane i da kroz više umetnosti predstavlja sliku raznolikosti Novog Sada. Osnova programa je u preplitanju pet vrsta umetnosti: arhitekture, književnosti, izvođačke, primenjene i vizuelne umetnosti, na pet primarnih, ali i na brojnim drugim lokacijama u gradu.
Prve godine, 2018, ovaj program je realizovan uz oko 1.000 umetnika, na više od 80 lokacija, kada je organizovano oko 400 kulturnih programa. Dvorana Eđšeg je, kao nova kulturna stanica, počela sa radom, a aktivno učešće publike u ovom programima ogledalo se, kako putem Moba u uređivanju sopstvenih prostora, tako i kroz druge programske sadržaje. Prikazane su ambijentalne instalacije, performansi, realizovani programi kao što su strip i ilustracija, opera za decu, javni časovi različitih plesova, lutkarske predstave za odrasle, slikanje po kamenu, festival savremenog cirkusa, brojne radionice i izložbe, a publici su se predstavili i evropski umetnici savremenog plesa i klasične muzike.
Prvi put je organizovan koncert na Bulevaru Mihajla Pupina, gde je nekada bilo novosadsko šetalište. Pred oko 10.000 gledalaca nastupio je Vojvođanski simfonijski orkestar i stipendisti Fonda za unapređenje vokalne umetnosti mladih „Melanije Bugarinović i ćerke Mirjane Kalinović – Kalin”.
Sledeće godine, 2019. arhitektura kao tema je obeležena vizuelnom projekcijom „Novosadske kapije” koja je srušena pre 100 godina. Evropski prekogranični projekat Hrvatske i Srbije, u kome je partner Muzička omladina Novog Sada, prikazan je kroz muzički program „Filmharmonija” koji je spojio nemi film Čarlija Čaplina i muziku Zagrebačke filharmonije, projekcijom dva Čaplinova filma koju je uživo pratilo pedeset muzičara. „Korzo” 2019. obeležio je takođe nastup Vojvođanskog simfonijskog orkestra, ali i pijanistkinje Rite Kinke, violiniste Roberta Lakatoša, pod dirigentskom palicom Aleksandra Kojića.
Primenjena umetnost pokrivena je kroz izložbe, a 2019. je ključna bila u Železničkoj stanici, sa izložbama švajcarskog dizajna Swiss style now i performansom pobednika 14. Praškog kvadrijelna. U fokusu su bile i izložba Inovativni finski dizajn u kulturnoj stanici Eđšeg, a organizovano je i književno jutro u okviru Međunarodnog festivala proznog stvaralaštva Prosefest, na Najlon pijaci. Obeležen je prvi rođendan kulturne stanice Eđšeg, kao i 30 godina Bitef teatra. Deo „Kaleidoskopa kulture” su bili i Festival uličnih svirača – Gradić fest, Pijano siti Novi Sad, Novosadski strip vikend, Festival kamerne muzike.

## Projekti

### Infrastrukturni projekti
U maju 2017. Fondacija „Novi Sad 2021 – Evropska prestonica kulture” najavila je strategiju, planove i projekte planirane za tu godinu. Kao najveći infrastrukturni projekti istaknuti su „Youth creative polis” tj. transformacija ruševnog prostora nekadašnje fabrike „Petar Drapšin” u gradsku četvrt za razvoj kulturnog i umetničkog stvaralaštva i izgradnju „Novosadskog umetničkog centra” koji će činiti Muzička škola „Isidor Bajić'', Baletska škola i Gradska koncertno–studijska dvorana.

#### Kineska četvrt
Nekadašnja fabrika metalnih proizvoda „Petar Drapšin” (lokalno poznata kao „Kineska četvrt”), koja je radila u periodu od 1922. do kraja 1960-ih godina, a prostire se na 3,4 hektara, bila je pretežno namenjena skladištima i malim radionicama. Objekti su zapušteni i u lošem stanju, a u poslednjih deset godina se promenila namena prostora. Pored postojećih firmi i pojedinaca koji se bave proizvodno-zanatskim delatnostima, tu su otvoreni Studentski kulturni centar Novi Sad, Društveni centar, nekoliko lokala i noćnih klubova. Deo prostora se koristi i kao skladište.
U okviru projekta „Novi Sad 2021 – Evropska prestonica kulture”, prostor nekadašnje Kineske četvrti je zamišljen kao novosadski kreativni centar, sa omladinskim stvaralaštvom u njegovom središtu. Prema planovima urbanista, biće zadržano 11 objekata, a većina njih će dobiti nove sadržaje. Objekat 1 je predviđen za hotel manjeg kapaciteta ili kancelarijski prostor, objekti 2, 8, 10 i 11 biće namenjeni za kulturu, turizam, zabavu i slično, objekti 3, 5 i 7 će služiti kao manje radionice ili lokali, a objekat 6 za potrebe kulture. Najveći objekat od preko 3.000 kvadrata služio bi za potrebe kulturnih sadržaja, kao televizijski ili filmski studio, ali je ostavljena mogućnost da bude namenjen i za zanatsku proizvodnju ili umetničko stvaralaštvo. Za potrebe pozorišta i izvođenje drugih scenskih performansa predviđen je objekat 9. Ostali objekti koji sada postoje u Kineskoj četvrti biće srušeni jer su u lošem stanju i nije moguća rekonstrukcija. Na njihovom mestu bi ili bile zelene površine ili manji objekti do 3.000 kvadrata. Napravila bi se četiri manja objekta sa jednim ili maksimalno tri sprata. Najveći objekat bio bi Kreativni klaster Fakulteta tehničkih nauka ili manji hotel ili motel. Planirano je i postavljanje javne rasvete, izgradnja i rekonstrukcija vodovoda i kanalizacije, crpne stanice za odvođenje atmosferskih i otpadnih voda, kao i uređenje zelenih površina.

#### Muzička i baletska škola sa Gradskom koncertnom dvoranom
Izgradnja nove muzičko-baletske škole u Novom Sadu započeta je u maju 2016. godine. Trebalo bi da omogući kapacitete za rad 1.500 učenika sa 200 profesora u muzičkoj školi i 600 učenika sa 60 profesora u baletskoj. Ukupne površine od 12.520m2, zgrada će imati i dve koncertne sale: veliku Gradsku koncertnu dvoranu sa 430 mesta i malu školsku koncertnu salu sa 150 mesta. Spratnost nove muzičke i baletske škole je u delu Baletske škole Su+P+2, u delu Muzičke škole Su+P+3, a u delu Gradske koncertne dvorane P+3. Prva faza izgradnje škole sa budućom najmodernijom koncertnom dvoranom finansirana je iz budžeta Grada Novog Sada u iznosu od 366 miliona, vrednost druge faze radova je 820 miliona, a u trećoj fazi biće odvojeno 700 miliona dinara.

#### Obnova podgrađa Petrovaradinske tvrđave
Obnova podrgađa Petrovaradinske tvrđave jedan je od najvažnijih programa koji se  realizuje u okviru projekta „Novi Sad 2021 – Evropska prestonica kulture”. Prema planovima, podgrađe bi trebalo da preraste u svojevrstan kulturno-turistički centar. Realizuje se po standardima konzervatorsko-restauratorske struke kako bi se očuvala ambijentalna vrednost svih objekata u podgrađu. Obnovom rukovodi gradski Zavod za zaštitu spomenika kulture, a republička vlada je izdvojila 100 miliona dinara za prvu fazu projekta. Pored toga, predviđeno još 200 miliona iz republičkog budžeta za saniranje fasada u istorijskom jezgru Novog Sada. U saglasnosti sa Republičkim zavodom za zaštitu spomenika kulture, pripremljen je akcioni plan za 45 objekata podgrađa. Plan revitalizacije podrazumeva izdavanje konzervatorsko-restauratorskih uslova za obnovu fasada, oluka, fasadnih elemenata i dela krova koji štiti fasadu. Predviđeno je da obnova ide u četiri faze: prva obuhvata 12 objekata, druga 10, treća 12 i četvrta 11 kuća. Prve dve faze radova obuhvatile su obnovu oštećenih elemenata uličnih fasada, restauraciju i konzervaciju malterske plastike, stolarije i vajarskih figura svetaca u nišama pročelja.

#### Kulturne stanice
Projektom „Novi Sad 2021 – Evropska prestonica kulture” predviđena je izgradnja novih i transformacija postojećih prostora za kulturu kroz tzv. kulturne stanice, raspoređene na osam različitih naselja u gradu. Osnovna ideja je decentralizacija kulturnih sadržaja i učešće građana i umetnika u kreiranju kulturnog života.
Prva kulturna stanica zvanično je otvorena 8. septembra 2018. godine u zgradi Dvorca Eđšeg. Čini je centralna dvorana i bašta, a prostori su namenjeni realizaciji programa za decu, programa humanitarnog tipa, radionicama uređivanja vrtova, izložbama, igrankama i drugim sličnim sadržajima. Od otvaranja do marta 2020. u Kulturnoj stanici Eđšeg održano je 1200 programa, sa preko 70.000 posetilaca.
Iste godine, 23. oktobra, otvorena je i Kulturna stanica Svilara, u prostoru ruševina nekadašnje fabrike za bojenje svile u najstarijem delu grada – Almaškom kraju. Postoje četiri različita prostora za rad: društveni centar i kafe namenjen lokalnim nevladinim organizacijama i edukativnim aktivnostima, koncertna sala za različite muzičko-scenske programe, studio za snimanje i zajednički prostor za rad namenjen aktivnim organizacijama i kreativnim industrijama. Svilara je od otvaranja do aprila 2020. zabeležila više od 45.000 posetilaca na oko 670 programa.
U oktobru 2019. otvoren je Kutak za kulturu u jednom od najudaljenijih delova grada od samog centra – Slanoj bari, kao najava za buduću kulturnu stanicu koja je počela da se gradi. Početak rada ovog kutka obeležen je Festivalom romske kulture i aktivizma F.R.K.A., radionicama za decu, tribinama, koncertima.
Karavan kulture podrazumeva mobilnu kulturnu stanicu koja pruža kulturne sadržaje van centra grada, u manjim mestima gde stanovnici nemaju često priliku da se sretnu sa savremenom umetnošću ili novijim umetničkim ostvarenjima.
Među novim kulturnim stanicama su i Barka na Klisi, Kulturna stanica Bukovac, Kulturna stanica OPENS, Kulturna stanica Mlin u starom jezgru grada i Kulturna stanica Rumenka.

### Drugi projekti

#### Nova mesta – Mikrogranting
Kroz projekat iz Aplikacione knjige „46 urbanih džepova„Novi Sad 2021 – Evropska prestonica kulture” (koji sada nosi novi naziv: „Nova mesta – Mikrgranting”), u saradnji sa građanima, realizuju se manje urbane intervencije na području Grada Novog Sada i „Zone 021” (opštine Irig, Beočin i Sremski Karlovci).
Projekat čini tri modela uključivanja građana i stručne javnosti. Jedan model je vezan za staro jezgro grada i realizuje ga Gradska uprava za građevinsko zemljište i investicije Novi Sad, drugi se radi sa stručnom javnošću (arhitektama i urbanistima), dok je treći (najmanji) model, tzv.  mikrogranting, u kome građani odnosno udruženja građana i stambene zajednice sa svojim komšilukom od ideje do realizacije sređuju male urbane celine. Cilj je jačanje svesti o značaju učešća lokalne zajednice u uređenju malih urbanih javnih prostora.
Finansira se novi urbani mobilijar, ozelenjavanje površina, akcije čišćenja i uređenja prostora, kulturne i ekološke aktivnosti, isticanje kulturnog nasleđa, uređene površine za socijalne aktivnosti, prostori za kreativno izražavanje i slični predlozi koji se smatraju tekućim održavanjem prostora.

#### Šetnje kroz nasleđe
Javni konkurs „Šetnje kroz nasleđe” namenjen je građanima da se svojim idejama, ličnim doživljajima i kreativnim pogledom na kulturno nasleđe uključe u oživljavanje specifične istorije Novog Sada, Iriga, Beočina i Sremskih Karlovaca. Projekat je osmišljen tako da se turizam izmesti iz centra grada i da se popularizuju neki delovi Novog Sada, koji do sada nisu bili poznati celokupnoj javnosti. Od organizacija se traži da osmisle šetnje po svojim krajevima i da pričaju legende o njima. Planirano je da ove šetnje budu na neki način jedna od glavnih turističkih ponuda 2021. godine, kada bude godina titule. Od početka projekta do juna 2020. organizovano je 30 ovakvih šetnji. 

#### Drugi javni konkursi i pozivi
Fondacija „Novi Sad 2021 – Evropska prestonica kulture” raspisuje i druge javne pozive namenjene umetnicima i građanima u cilju obogaćivanja kulturnog života Novog Sada. Tako se raspisuju konkursi za sufinansiranje projekata u oblasti izdavaštva i prevodilaštva; za podršku lokalnim umetnicima kroz realizaciju programa u prostorima kulturnih stanica; pozivi umetnicima da predstave svoje umetničke projekte kroz mrežu kulturnih stanica i drugi slični konkursi. Aktivni su i programi međunarodne razmene umetnika, kao što su „Umetnik u gostima” (Plants AiR) i „Kizuna”.  
Kroz program „Umetnik u gostima” podržavaju se novosadski umetnici u realizaciji odlazećih rezidencija u inostranstvu, ali se i stranim umetnicima omogućava da dođu u Novi Sad i da kroz rad sa lokalnim umetnicima razmene iskustva i znanja. „Kizuna” se sprovodi u saradnji sa organizacijom EU–Japan Fest iz Tokija i ima za cilj podsticanje razmene između lokalne i japanske kulturne scene.

#### Divan
„Divan” je platforma koja uključuje građane za otvorene razgovore povodom aktuelnih tema i događaja, koji se odvijaju u okviru procesa pripreme godine titule. Cilj je dvosmerna komunikacija sa stručnom i opštom javnošću, odnosno problematizovanje aktuelnih pitanja u sferi kulturnog sistema grada. Obrađuju se teme kao što su participativno uređenje javnih površina, nezavisni kulturni centri, interpretacija kulturnog nasleđa, Petrovaradinska tvrđava itd.    

#### Novosadski volonterski servis
Novosadski volonterski servis je program organizovanja volonterskog rada u Novom Sadu koja je nastala na inicijativu Evropske prestonice mladih OPENS 2019 i Fondacije „Novi Sad 2021 – Evropska prestonica kulture”. Ova organizacija ima za cilj uključivanje sugrađana svih starosnih dobi u procese i aktivnosti Projekta „Novi Sad 2021 – Evropska prestonica kulture”. Osim pružanja volonterske podrške tokom realizacije aktivnosti obe prestonice, usmeren je i na sport, zdravlje i socijalnu zaštitu i zaštitu životne sredine. Uz pomoć Novosadskog volonterskog servisa vršiće se opsežna evaluacija programa EPK od strane nezavisnog ekspertskog Tima za evaluaciju.

#### Tim za fundraising
U okviru projekta „Novi Sad 2021 – Evropska prestonica kulture” postoji i tim koji je zadužen za pisanje projekata za sredstva iz fondova Evropske unije, ne samo u ime Fondacije, nego i za druge aktere u kulturi koji su u vezi sa projektom Evropske prestonice kulture, prevashodno ustanove kulture.

#### Projekat 33+
Uz podršku Fondacije „Novi Sad 2021 – Evropska prestonica kulture”, Gradska uprava za Kulturu i Pokrajinski sekretarijat za kulturu započeli su u oktobru 2018. „Projekat 33 – jačanje kapaciteta ustanova kulture u Novom Sadu za strateško planiranje”. Cilj je pružanje profesionalne edukacije i podrške zaposlenima u ustanovama kulture u Novom Sadu za participativnu i kolaborativnu izradu strateških planova svojih ustanova.

## Spoljašnje veze
- Internet prezentacija projekta Novi Sad 2021 - Evropska prestonica kulture Архивирано на веб-сајту  (19. септембар 2020)
- Internet prezentacija programskog luka Doček Архивирано на веб-сајту  (19. септембар 2020)
- Internet prezentacija programskog luka Kaleidoskop kulture[мртва веза]
- Internet prezentacija programskog luka Druga Evropa Архивирано на веб-сајту  (9. март 2022)
- Internet prezentacija Novosadskog volonterskog servisa
- Evropska komisija - Evropske prestonice kulture
- Novi Sad - Evropska prestonica kulture („Politika”, 11. april 2022)